# Francesco Antonio Finy
Francesco Antonio Finy, né le 6 mai 1669 à Minervino, dans l'actuelle province de Barletta-Andria-Trani, dans la région des Pouilles, alors dans le royaume de Naples,  et mort le 5 avril 1743 à Naples, est un cardinal italien du XVIIIe siècle. 

## Biographie
Francesco Antonio Finy est nommé évêque d'Avellino et de Frigento (it) en 1722 est y reste jusqu'à 1726. Il est promu archevêque titulaire de Damas (de) en 1724.
Le pape Benoît XIII le crée cardinal in pectore lors du consistoire du 9 décembre 1726. Sa création est publiée le 26 janvier 1728. Le cardinal Finy participe au conclave de 1730 lors duquel Clément XII  est élu et à celui de 1740 (élection de Benoît XIV).

### Sources
- Fiche du cardinal Francesco Antonio Finy sur le site fiu.edu